# Jerry St. Juste
Jeremiah St. Juste (Groningen, 19 oktober 1996) is een Nederlands voetballer die doorgaans als verdediger speelt bij Sporting CP.

## Clubcarrière

### Achtergrond
De vader van St. Juste is afkomstig van het eiland Saint Kitts in de Caribische Zee. Samen met zijn broers Yoshua, Benjamin en zus Naomi groeide hij op met zijn moeder in het Groningse Marum. Zijn oudere broer Yoshua is actief op het hoogste niveau in de zaalvoetbalsport en komt als international uit voor het Nederlands zaalvoetbalteam. Hij begon met voetballen in de jeugd bij SV Marum. In 2007 maakte de verdediger de overstap naar sc Heerenveen, dat hem opnam in de jeugdopleiding.

### sc Heerenveen
Voor sc Heerenveen debuteerde hij op 24 januari 2015 in het eerste team, tijdens een wedstrijd tegen Vitesse. Er werd met 4–1 gewonnen door doelpunten van Luciano Slagveer (tweemaal), Mark Uth en Daley Sinkgraven. Goeram Kasjia tekende in de slotfase voor de laatste treffer. Van coach Dwight Lodeweges mocht hij in de negentigste minuut invallen voor Joost van Aken. Op 11 april 2015 kreeg St. Juste zijn eerste basisplaats in het eerste elftal, toen in het Abe Lenstra Stadion met 5–2 gewonnen werd van AZ. Hij vormde tijdens deze wedstrijd een duo centraal achterin met Van Aken. Dertien dagen later ondertekende de jeugdige verdediger een nieuw contract bij Heerenveen, tot medio 2018. In deze verbintenis werd een optie opgenomen voor nog twee seizoenen. In het seizoen 2015/16 kreeg hij een basisplaats onder Lodeweges en die behield hij onder diens opvolger Foppe de Haan. Tijdens de achttiende speelronde, toen Heerenveen op bezoek bij PEC Zwolle speelde, zat de verdediger voor het eerst op de bank. Zeven minuten voor rust vielen hij en Van Aken in voor Branco van den Boomen en Morten Thorsby. Elf minuten voor het einde van de wedstrijd tekende hij voor de 4–2 op aangeven van Sam Larsson. Uiteindelijk won PEC met 5–2 van Heerenveen, mede door een rode kaart voor Joey van den Berg. Eind januari 2016 liep St. Juste een spierscheuring op in zijn bovenbeen. De verwachting was dat de centrumverdediger daardoor enkele weken niet mee zou kunnen spelen. Op 13 februari maakte hij alweer zijn rentree in het eerste elftal. Op bezoek bij Vitesse mocht St. Juste in de basis beginnen van De Haan, in een controlerende rol op het middenveld. Uiteindelijk wonnen de Arnhemmers met 3–0. In de zomer van 2016 meldde Hamburger SV zich voor de St. Juste, maar de Friese club liet de verdediger gezien zijn waarde voor de ploeg niet vertrekken. In juli 2017 meldde Feyenoord zich. Daarop tekende St. Juste op 18 juli een contract voor vier jaar bij de regerend landskampioen, dat circa vierenhalf miljoen euro voor hem betaalde aan sc Heerenveen.

### Feyenoord
St. Juste verkaste in de zomer van 2017 naar Feyenoord, tegelijkertijd met de van AZ overkomende Ridgeciano Haps. Hij zette daar zijn handtekening onder een verbintenis voor de duur van vier seizoenen. Op zondag 13 augustus maakte hij zijn debuut voor Feyenoord in de thuiswedstrijd tegen FC Twente. Zijn eerste doelpunt in het shirt van de Rotterdamse club volgde op woensdag 6 december, in de Champions League tegen Napoli. Zijn 2-1 in de blessuretijd van de tweede helft zorgde ervoor dat hij tot matchwinner werd gekroond.

### 1. FSV Mainz 05.
Op 7 augustus 2019 maakte Feyenoord het vertrek van St. Juste bekend. Hij tekende een contract tot medio 2023 bij 1. FSV Mainz 05. De transfersom is niet bekendgemaakt.

### Sporting CP
Op 11 mei 2022 maakte Sporting CP de komst van St. Juste bekend, hij tekende tot medio 2026. De transfersom bedroeg 10 miljoen euro en zijn afkoopclausule 45 miljoen euro.

## Clubstatistieken
| Seizoen | Club            | Competitie    | Competitie | Competitie | Beker | Beker | Internationaal | Internationaal | Overig | Overig | Totaal | Totaal |
| Seizoen | Club            | Competitie    | Wed.       | Dlp.       | Wed.  | Dlp.  | Wed.           | Dlp.           | Wed.   | Dlp.   | Wed.   | Dlp.   |
| ------- | --------------- | ------------- | ---------- | ---------- | ----- | ----- | -------------- | -------------- | ------ | ------ | ------ | ------ |
| 2014/15 | sc Heerenveen   | Eredivisie    | 9          | 0          | 0     | 0     | —              | —              | 4      | 0      | 13     | 0      |
| 2015/16 | sc Heerenveen   | Eredivisie    | 28         | 1          | 3     | 0     | —              | —              | —      | —      | 31     | 1      |
| 2016/17 | sc Heerenveen   | Eredivisie    | 27         | 2          | 3     | 0     | —              | —              | 1      | 0      | 31     | 2      |
| 2017/18 | Feyenoord       | Eredivisie    | 15         | 2          | 3     | 0     | 5              | 1              | 0      | 0      | 23     | 3      |
| 2018/19 | Feyenoord       | Eredivisie    | 23         | 3          | 2     | 0     | 0              | 0              | 1      | 0      | 26     | 3      |
| 2019/20 | Feyenoord       | Eredivisie    | 1          | 0          | 0     | 0     | 0              | 0              | 0      | 0      | 1      | 0      |
| 2019/20 | 1. FSV Mainz 05 | Bundesliga    | 25         | 2          | 1     | 0     | —              | —              | 0      | 0      | 26     | 2      |
| 2020/21 | 1. FSV Mainz 05 | Bundesliga    | 23         | 0          | 2     | 0     | —              | —              | 0      | 0      | 25     | 0      |
| 2021/22 | 1. FSV Mainz 05 | Bundesliga    | 8          | 0          | 1     | 0     | 0              | 0              | 0      | 0      | 9      | 1      |
| 2022/23 | Sporting CP     | Primeira Liga | 21         | 1          | 2     | 0     | 9              | 0              | 0      | 0      | 32     | 1      |
| 2023/24 | Sporting CP     | Primeira Liga | 11         | 0          | 5     | 0     | 4              | 0              | 0      | 0      | 20     | 0      |
| 2024/25 | Sporting CP     | Primeira Liga | 14         | 0          | 8     | 0     | 6              | 0              | 0      | 0      | 28     | 0      |
| 2025/26 | Sporting CP     | Primeira Liga | 0          | 0          | 8     | 0     | 6              | 0              | 0      | 0      | 0      | 0      |
| Totaal  | Totaal          | Totaal        | 204        | 12         | 30    | 0     | 24             | 1              | 6      | 0      | 264    | 13     |

Bijgewerkt tot en met 3 augustus 2025.

## Interlandcarrière

### Jong Oranje
Op 6 oktober 2016 maakte St. Juste zijn debuut voor Jong Oranje in de EK-kwalificatiewedstrijd tegen Jong Turkije. Tot dusver kwam hij acht keer uit voor Jong Oranje, waarvan 5 als aanvoerder, en maakte hij één doelpunt.
De bondscoach van Saint Kitts en Nevis, Jacques Passy, had in januari 2017 contact opgenomen met St. Juste op basis van zijn afkomst. "Hij wilde me overhalen om voor het land uit te komen, maar ik heb voor nu nee gezegd. Mijn voorkeur ligt bij Nederland", verklaarde St. Juste als international van Jong Oranje.

### Nederlands elftal
In maart 2021 zat St. Juste bij de selectie van het Nederlands elftal.
| Interlands van Jerry St. Juste voor Nederland –21 | Interlands van Jerry St. Juste voor Nederland –21 | Interlands van Jerry St. Juste voor Nederland –21 | Interlands van Jerry St. Juste voor Nederland –21 | Interlands van Jerry St. Juste voor Nederland –21 | Interlands van Jerry St. Juste voor Nederland –21 |
| No.                                               | Datum                                             | Wedstrijd                                         | Uitslag                                           | Competitie                                        | Doelpunten                                        |
| Als speler bij sc Heerenveen                      | Als speler bij sc Heerenveen                      | Als speler bij sc Heerenveen                      | Als speler bij sc Heerenveen                      | Als speler bij sc Heerenveen                      | Als speler bij sc Heerenveen                      |
| ------------------------------------------------- | ------------------------------------------------- | ------------------------------------------------- | ------------------------------------------------- | ------------------------------------------------- | ------------------------------------------------- |
| 1                                                 | 06 oktober 2016                                   | Nederland – Turkije                               | 0 – 0                                             | EK 2017 kwalificatie                              |                                                   |
| 2                                                 | 15 november 2016                                  | Nederland – Portugal                              | 1 – 1                                             | Vriendschappelijk                                 |                                                   |
| 3                                                 | 24 maart 2017                                     | Nederland – Finland                               | 2 – 0                                             | Vierlandentoernooi                                | 53'                                               |
| 4                                                 | 26 maart 2017                                     | Nederland – Oostenrijk                            | 0 – 1                                             | Vierlandentoernooi                                |                                                   |
| Als speler bij Feyenoord                          |                                                   |                                                   |                                                   |                                                   |                                                   |
| 5                                                 | 1 september 2017                                  | Nederland – Engeland                              | 1 – 1                                             | EK 2019 kwalificatie                              |                                                   |
| 6                                                 | 5 september 2017                                  | Schotland – Nederland                             | 2 – 0                                             | EK 2019 kwalificatie                              |                                                   |
| 7                                                 | 6 oktober 2017                                    | Nederland – Letland                               | 3 – 0                                             | EK 2019 kwalificatie                              |                                                   |
| 8                                                 | 10 oktober 2017                                   | Oekraïne – Nederland                              | 1 – 1                                             | EK 2019 kwalificatie                              |                                                   |

Bijgewerkt op 27 augustus 2018.

## Erelijst
| KNVB beker           | 1x | 2017/18    |
| Johan Cruijff Schaal | 2x | 2017, 2018 |